# Palaeochersis
Palaeochersis – rodzaj wymarłego żółwia, żyjącego w późnym triasie.
OpisOdnaleziono dwa szkielety w tym jeden prawie kompletny.
Długość pancerza to ok. 70 cm.
Podobnie jak Proganochelys zamieszkiwał lądy i był roślinożerny.
Żółw ten jest bardziej zaawansowany ewolucyjnie od rodzaju Proganochelys i prymitywniejszy od Proterochersis, ale znalezione skamieniałości znajdowały się w osadach skalnych starszych od tych, w których znaleziono żółwie z rodzaju Proterochersis.
Miejsce znalezieniaProwincja La Rioja, Argentyna